# 深夜にようこそ
『深夜にようこそ』（しんやにようこそ）は、日本のテレビドラマ。主演：千葉真一、脚本：山田太一、製作著作：TBS。金曜ドラマにて1986年6月13日 - 7月4日まで、毎週金曜日22:00 - 22:54に全4話が放送された。

## 概要
様々な人々が集う深夜のコンビニエンスストア（以降、コンビニ）を舞台に、出逢い・触れ合い・人間模様を描いた物語。千葉真一扮する訳ありの男が深夜に営業しているコンビニへ来訪し、どこか頼りないアルバイトの大学生（松田洋治）と遭遇するところから始まる。深夜に店から発せられる光が温かく見え、オアシスに出会ったと感じる老若男女が次々集い、彼らの人生が交差していく。日本に普及していたコンビニは既にドラマや映画に登場していたが、そのものがモチーフとなったのは本作が初めてである。2013年9月にTBSチャンネル2でもCS放送された。

## ストーリー
矢崎省一（松田洋治）は大学に通いながら、24時間営業のコンビニエンスストアで深夜アルバイトをしている。ある晩、いつもと変わりなく働いていた省一は、てっきり客と思っていた村田耕三（千葉真一）に今日から働くアルバイトと挨拶された。店長から聞いていないと驚くが、耕三に本部からの紹介状を見せられる。省一は渋々仕事を教え始めるが、易々と受け入れるつもりはない。働き盛りの男がする仕事でないと判らせようと、一度で覚えきれない内容を矢継ぎ早にまくし立てた。耕三は一切文句を言わず、穏やかに対応して仕事に手を付け出す。
そんな耕三に省一は不満だったが、夜も更けてきたときに万引きをしようと若者たちが来店。しかし彼らを耕三がねじ伏せたのを機に、省一の耕三に対する印象が変わり、心を開き出した。美しい常連客・中山絹代（名取裕子）や同級生・有馬由子（松本伊代）に失恋したことなど、いろいろな想いを省一は話し始めるが、耕三は「（省一の恋を）応援するよ。絶対に諦めるな」と励ます。
耕三と省一の年の離れたアルバイトが切り盛りする深夜のコンビニエンスストアに様々な人々が来店するが、彼らは店員と客以上の交流・絆を繋いでいくこととなる。

## キャスト
※オープニングクレジット順。 ( ) の数字は登場話数で、無しは全話出演。
- 千葉真一 - 村田耕三

- 松本伊代 - 有馬由子
- 松田洋治 - 矢崎省一
- 冨士真奈美 - 矢崎咲子
- 山田吾一 - 定岡曽一
- 角野卓造 - 英原店長
- 正司花江 - パン屋のおばさん
- 三好美智子 - 有馬夏子 (1, 4)
- 志賀真理子[注釈 1] - 矢崎俊江 (1 - 2)
- 風見章子 - 芳賀リン (1 - 2, 4)
- 下元勉 - 境田基三郎 (2, 4)
- 渕野直幸 - 片岡幸男 (3 - 4)
- 草薙良一 - 土工A (3 - 4)
- 徳川龍峰 - 土工B (3 - 4)
- 大島宇三郎 - 土工C (3 - 4)
- 加藤登紀子[注釈 2] - 篤子 (3 - 4)
- 名取裕子 - 中山絹代

## 放映リスト
※ゲストはクレジットタイトルに役名表記された出演者のみ記載。複数話を同じ配役で出演した場合は#キャストを参照。
| No. | 放映日        | 演出     | ゲスト                                                     |
| --- | ------------- | -------- | ---------------------------------------------------------- |
| 1   | 1986年6月13日 | 大山勝美 | 小林克也（サラリーマン）、市川かおり・高良隆志（カップル） |
| 2   | 6月20日       | 高橋一郎 | 柳沢慎吾（十万人目の学生）                                 |
| 3   | 6月27日       | 高橋一郎 | 坂上忍（大沢英樹）                                         |
| 4   | 7月4日        | 大山勝美 | 岩本千春・菊地陽子・市川通世（女子学生）                   |

## スタッフ
☆演出は放映リストを参照。（ ）の数字は担当話数で、無しは全話担当。[※]は最終回のエンディングクレジットのみ表記。
- 脚本 - 山田太一
- 音楽 - 池辺晋一郎
- 技術 - 中村秀夫
- カメラ - 佐藤賢二郎・太田博[※]・大場俊[※]
- 映像 - 安藤絋平
- 照明 - 加藤静夫・久保田芳實[※]・正木正登[※]
- 音声 - 八木沢正 (1)、山田紀夫 (2 - 4)
- 音響 - 大鐘信慶・斎藤功[※]
- 美術 - 丸谷時茂
- デザイン - 桜井鉄夫
- 化粧 - 兵庫谷幸子
- 編集 - 矢島和男 (1 - 2, 4)、鉄尾直司 (3)
- 衣裳 - 坂下英明[※]
- 装飾 - 多田亮次[※]・小川満政[※]
- 大道具 - 加藤智通[※]
- 持道具 - 赤塚佳仁[※]
- タイトル - 小河原義一
- 擬闘 - 西本良治郎（JAC） (1, 3 - 4)
- 合唱 - 慶応義塾大学ワグネルソサエティー (2)
- 制作補 - 岩本貞己[※]
- 演出補 - 桐ヶ谷嘉久[※]・斎藤雄樹[※]
- 記録 - 原田靖子[※]
- 衣裳協力 - shozo tsujimura、P-4、SUZUYA、鈴乃屋
- 協力 - 緑山スタジオ・シティ
- プロデューサー - 大山勝美・市川哲夫
- 製作著作 - TBS

## 制作
千葉真一のインタビュー番組を視聴した山田太一は、侍だけでない一面を感じ取り、書き下ろしたのが本作である。山田は格好良く渋い千葉の内面にある温かさを見抜き、完全無欠でない主人公を創った。他人を傷つけながら、組織で生きていくことに耐えられず、会社や家庭から姿を消してしまう男に扮する千葉は、山田と話し合いながら役作りをしていくが、「途中で挫折し、違う世界へ行きたいという気持ちは理解できる」と語っている。千葉にとってホームドラマは、1978年に主演した『十字路』以来となり、山田とは1989年の『夢に見た日々』でもコンビを組む。
松田洋治が配役されたのは、17歳で出演した『ブライトン・ビーチ回顧録』を、本作のプロデューサーやディレクター、山田太一が観ていたので、選ばれた。『金曜ドラマ』に“大人のドラマ”という品と格を感じていた松田は、20歳そこそこで出演できたのはとても嬉しかったと述懐している。
山田太一と大山勝美にとって、『ふぞろいの林檎たち』（1983年）に続く作品でもある。ロケーション撮影は東京都品川区西大井や大田区東雪谷2丁目、東急池上線石川台駅前の坂などで行われた。

## 論評
アクション作品で格闘・スタントをしている千葉真一が、主戦場と対照的な作品で静の演技を見せており、名作ぞろいの山田ドラマの中でもトップクラスの傑作と評されている。サラリーマンの悲哀を感じさせる中年を丁寧に演じ、長ゼリフを淡々と、しかし静かに感情を込めながら、発していた。格好良さや過去に演じてきた役のイメージを上手く活用し、村田耕三の心が折れ掛けている様とのギャップを演じ分けているのが、本作の魅力と評されている。

## 書籍
- 『山田太一作品集 13（友だち・深夜にようこそ）』大和書房、1987年4月30日。